# BrabantStad
BrabantStad is een in 2001 opgericht samenwerkingsverband tussen de gemeenten Breda, Eindhoven, Helmond, 's-Hertogenbosch en Tilburg en de provincie Noord-Brabant. Sinds 2023 doen de gemeenten Roosendaal en Oss ook mee.
Het verband heeft als doel een stedelijk netwerk te gaan vormen en Noord-Brabant nadrukkelijk op de Europese kaart te zetten als toonaangevende kennisregio. Er wordt samengewerkt op economisch, ruimtelijk, sociaal en cultureel terrein. Met een verzorgingsgebied van 1,5 miljoen mensen en 20% van de industriële productie van Nederland is BrabantStad een van de belangrijkste stedelijke regio's van Nederland. De regio waarin dit verband opereert, wordt door planologen en stedenbouwkundigen wel aangeduid als de Brabantse Stedenrij.

## Geschiedenis
Aan de basis van BrabantStad ligt het grotestedenbeleid (GSB) dat in 1994 door de rijksoverheid werd ingezet. Er zijn verschillende criteria geweest voor de reikwijdte van dit beleid, maar op enig moment was de maatstaf dat gemeenten vanaf 80 000 inwoners eronder vielen. In Noord-Brabant voldeden de vijf steden die nu BrabantStad vormen daaraan, terwijl iets kleinere centrumplaatsen zoals Roosendaal, Oss en Bergen op Zoom erbuiten vielen.
De vijf burgemeesters begonnen onderling en met de commissaris van de Koningin (CvdK) te overleggen in wat informeel het B5-overleg genoemd werd, met de B van Brabant. De noodzaak tot samenwerking werd voelbaar doordat de steden in onderlinge rivaliteit en door gebrek aan slagkracht belangrijke en prestigieuze projecten misliepen, terwijl de provincie zich voornamelijk met landbouwbeleid en ruimtelijke ordening bezighield. Zo vertrok Philips uit Eindhoven en kwam de Open Universiteit in Heerlen terecht. Een medische faculteit waarvoor Tilburg en Eindhoven elkaar bestreden ging naar de Universiteit van Maastricht.
In 1997 bracht CvdK Frank Houben tien punten in voor de vernieuwing van Noord-Brabant, waaronder betere samenwerking tussen provincie en steden, wat leidde tot intensiever, maar nog ongestructureerd overleg. In 2001 werd dit geformaliseerd tot BrabantStad. De organisatie zelf beschouwt dit als het startjaar. De samenwerking kwam mede tot stand, doordat drie burgemeesters met ervaring in de landelijke politiek daar het belang van inzagen. Dit waren Gerrit Brokx in Tilburg, Ed Nijpels in Breda en Rein Welschen in Eindhoven. Ambtelijk vooroverleg en lobbywerk naar landelijk bestuur en politiek werd voortaan eveneens onder deze noemer gevoerd.

## OV-Netwerk Brabant
Een van de gebieden waar BrabantStad aan werkt, is de verbetering van het openbaar vervoer tussen de Brabantse steden onderling en de Randstad.
BrabantStad is op het HSL-netwerk aangesloten via station Breda. Verder zijn een aantal nieuwe haltes en stoptrein- en intercitystations gepland:
- Berkel-Enschot of Udenhout (intercitystation)
- Breda Oost (stoptreinstation)
- Eindhoven Acht (intercitystation)
- Helmond Brandevoort (stoptreinstation) (geopend in december 2006)
- 's-Hertogenbosch Avenue 2
- 's-Hertogenbosch Maaspoort
- Maarheeze ('Poort van Brabant', stoptreinstation) (geopend in juni 2010)
- Tilburg Reeshof (stoptreinstation) (geopend in december 2003)
- Nuenen-Tongelre (stoptreinstation)

De intercitystations zijn gepland op locaties waar de gemeenten nieuwe stedelijke centra willen vestigen. De haltes en sneltreinstations zijn bedoeld om grote afgelegen woonwijken en voorsteden beter te verbinden met het dichtstbijzijnde centrale station van Breda, Tilburg, 's-Hertogenbosch, Eindhoven Centraal of Helmond.
Een ander onderdeel van de plannen voor OV-Netwerk Brabant, is het oplossen van spoorwegknelpunten, veelal aansluitingen waar meerdere treinseries elkaar kruisen. Een voorbeeld was de flessenhals aan de noordkant van 's-Hertogenbosch tot 2013. Daarnaast zet men zich in voor het vergroten van de centrale stations in de deelnemende steden.
Ook zet BrabantStad zich in voor aansluiting op het zogenoemde Nachtnet van de Nederlandse Spoorwegen, waardoor de Brabantse steden 's nachts een betere aansluiting krijgen op de Randstad. Tussen 9 december 2007 en 13 december 2015 reden er elke donderdag-, vrijdag- en zaterdagnacht treinen tussen Rotterdam en Eindhoven Centraal (via Dordrecht, Breda en Tilburg), tussen Leiden via Schiphol en Utrecht naar Eindhoven Centraal en tussen Station 's-Hertogenbosch en Tilburg.
Sinds 13 december 2015 rijden er ter vervanging van het Nachtnetbussen. Elke vrijdag- en zaterdagnacht rijden deze tussen Rotterdam en Station Eindhoven Centraal (via Dordrecht, Breda en Tilburg), Utrecht naar Eindhoven Centraal (via 's-Hertogenbosch) en 's-Hertogenbosch naar Tilburg (via Vlijmen, Drunen, Waalwijk, Sprang-Capelle, Kaatsheuvel, Loon op Zand)

## Culturele hoofdstad van Europa 2018
BrabantStad was voornemens om in 2018 culturele hoofdstad van Europa te worden. Nederland mocht voor dat jaar, tegelijk met Malta, een Europese culturele hoofdstad aanwijzen. De organisatie 2018 Brabant bereidde dit voor. In de aanloop werden initiatieven tot samenwerking op cultureel gebied georganiseerd en gestimuleerd tussen de deelnemende gemeenten. Op 15 maart 2010 werd bekend dat er maar één stad mag meedoen. Eindhoven werd naar voren geschoven om het project te gaan leiden in samenwerking met de andere BrabantStad-steden. Op 4 april 2012 werd het bidbook gepresenteerd. Uiteindelijk werd eind 2013 bekendgemaakt dat Leeuwarden als culturele hoofdstad aangewezen zou worden.